# Cornelia Lüdecke
Cornelia Lüdecke nació el 25 de noviembre de 1954 y es una investigadora polar  alemana y autora. Una figura destacada en la historia de la investigación polar alemana y en la de la meteorología y la oceanografía. Fundó el Grupo de Expertos en Historia de la Investigación Antártica en el seno del Comité Científico de Investigación Antártica. (SCAR), institucionalizando el estudio y la reflexión histórica para la comunidad científica antártica. Sus libros, entre otros, sobre la Schwabenland Expedition a la Antártida durante el Tercer Reich y Deutsche in der Antarktis (Alemanes en la Antártida) son hitos en la historia de las publicaciones de investigación polar.

## Primeros años y educación
Lüdecke nació el 25 de noviembre de 1954 en Munich, Alemania; su abuelo August Lüdecke-Cleve y su padre August Lüdecke eran pintores, su madre violinista. Su interés por la física y la naturaleza más que por las artes la llevó a estudiar meteorología en la Universidad Ludwig Maximilian de Munich[Ludwig Maximilian University of Munich|Ludwig Maximilians University]]. (LMU), recibiendo su diploma en 1980. Mientras realizaba una revisión de la literatura sobre las propiedades físicas del hielo marino para MAN Neue Technologie AG, sus colegas que habían pasado el invierno en la estación científica antártica alemana Georg-von-Neumayer le contaron más sobre la exploración polar. Cada vez más fascinado por la investigación polar, Lüdecke decidió estudiar la historia de las ciencias de la tierra en el Instituto de Historia de las Ciencias Naturales de la LMU mientras trabajaba a tiempo parcial para MAN.  Después de dar a luz a dos hijas en 1990 y 1992, en 1994 presentó su tesis doctoral sobre "La investigación polar alemana desde el cambio de siglo y la influencia de Erich von Drygalski" (Die deutsche Polarforschung seit der Jahrhundertwende und der Einfluß Erich von Drygalskis). Lüdecke terminó su segunda tesis (Habilitación) titulada Capítulos de la historia de las ciencias de la tierra - protagonistas, tesis, instituciones en el Centro de Historia de las Ciencias Naturales, Matemáticas y Tecnología de la Universidad de Hamburgo en 2002 y obtuvo el título "Privatdozent" en 2003.

## Carrera e impacto
Después de sus estudios, Lüdecke participó en experimentos meteorológicos en barcos y aviones, incluyendo los buques de investigación  Gauss (II) y  RS Meteor (II). También fue miembro del personal de los centros de operaciones de los experimentos meteorológicos internacionales ALPEX en los Alpes y EMEX (Equatorial Mesoscale Experiment) en el Territorio Norte de Australia. Lüdecke enseñó historia de la meteorología e historia de la investigación polar en la Universidad de Hamburgo.
En 1991 Lüdecke fundó el Grupo de Trabajo de Historia de la Investigación Polar de la Sociedad Alemana de Investigación Polar que dirige actualmente. En 1995 se convirtió en presidenta del Grupo de Especialistas en Historia de la Meteorología de la Sociedad Meteorológica Alemana. Tras la creación de la Comisión Internacional de Historia de la Meteorología en 2001, Lüdecke fue elegida Vicepresidenta y Presidenta de la misma desde 2006 a 2009. Desde 2002 es miembro del Comité del Patrimonio Polar Internacional del Consejo Internacional de Monumentos y Sitios.
En 2004, Lüdecke fundó el Grupo de Expertos en Historia de la Investigación Antártica en el seno del Comité Científico para la Investigación en la Antártida (SCAR), del que es la directora general, y organizó conferencias o sesiones durante las Conferencias Científicas Abiertas bianuales del SCAR. Desde 2012 es Vicepresidenta de la Comisión Internacional de Historia de la Oceanografía. Durante la inauguración de la Cumbre del Tratado Antártico con motivo del 50.º aniversario del Tratado Antártico en 2009, Lüdecke dio la charla histórica sobre «Precedentes paralelos para el Tratado Antártico».
En la primera exploración del SCAR de los horizontes científicos de la Antártida y el Océano Antártico en abril de 2014, Lüdecke fue uno de los 75 científicos y responsables de la formulación de políticas de 22 países que identificaron los 80 temas de investigación científica más importantes para las próximas dos décadas.
Se convirtió en profesora de la Universidad de Hamburgo en 2016.
Lüdecke es miembro del conservatorio de la Academia Dominator y participa activamente en el consejo científico de la Sociedad Alemana de Investigación Polar y en la Sociedad Geográfica de Munich. Lüdecke es miembro de los consejos de redacción de varias revistas científicas, entre ellas Polarforschung, Polar Record, Journal of Northern Studies, The Polar Journal, Revista Electrónica Estudios Hemisféricos y Polares, e Historia de las Ciencias de la Tierra. Lüdecke ha organizado numerosos talleres y conferencias nacionales e internacionales sobre la historia de la investigación polar y la historia de la meteorología.

## Premios y distinciones
En 2010, Lüdecke recibió la Medalla Reinhard Süring de la Sociedad Meteorológica Alemana por su «larga dedicación a la investigación y la enseñanza en el campo de la historia de las ciencias naturales (especialmente de la meteorología) y la exitosa organización de numerosos simposios nacionales e internacionales» En 2012 fue elegida miembro correspondiente de la Academia Internacional de Historia de las Ciencias de París.

## Publicaciones seleccionadas
Lüdecke ha publicado 19 libros y actas y más de 180 artículos y capítulos de libros.
- Lüdecke, C.: Deutsche in der Antarktis: Expeditionen und Forschungen vom Kaiserreich bis heute. (Germans in the Antarctic: Expeditions and Research from the Empire until today). Berlín: Ch. Links Verlag 2015.
- Lüdecke, C. (ed.): Eine Entdeckungsreise in die Südpolarregion 1839 - 1843 (James Clark Ross, a journey of discovery in the south polar region). Wiesbaden: Edition Erdmann marixverlag, 2014 (448 pp).
- Lüdecke, C., 2009 Expanding to Antarctica - Discussions about German naming and a new map of Antarctica in the early 1950s. In: C. Lüdecke (ed.), 2nd SCAR Workshop on the History of Antarctic Research. Multidimensional exploration of Antarctica around the 1950s.Boletín Chileno Antártico, Instituto Chileno Antártico, Punta Arenas, 45-52.
- Lüdecke, C. (ed.): Steps of Foundation of Institutionalized Antarctic Research. Proceedings of the 1st SCAR Workshop on the History of Antarctic Research, Múnich 2–3 June 2005, Reports on Polar and Marine Research = Reports on polar and marine research, Alfred Wegener Institute of Polar and Marine Research, Bremerhaven, no. 560 (2007 ) (228 pp).
- Lüdecke, C.: Roald Amundsen. Ein biografisches Portrait. (Roald Amundsen. A Biographical Portrait). Freiburg: Herder Verlag 2011 (208 S.).
- Barr, Susan and Cornelia Lüdecke (eds.): The History of the International Polar Years (IPYs). Berlín, Heidelberg: Springer (Series: From Pole to Pole; Vol. 1) 2010 (319 p.).
- Lüdecke, C. and C. Summerhayes, 2012, The Third Reich in Antarctica: The German Antarctic Expedition 1938-39. Eccles: Erskine Press and Bluntisham: Bluntisham Books, 259 pp.
- Lüdecke, C., Die deutsche Polarforschung seit der Jahrhundertwende und der Einfluß Erich von Drygalskis (The German polar research since the turn of the century and the influence of Erich von Drygalski). Berichte zur Polarforschung Reports on polar research, Bremerhaven, no. 158, XIV (1995) (340 S., 72 S. Appendix).